# Blauhöhlensystem

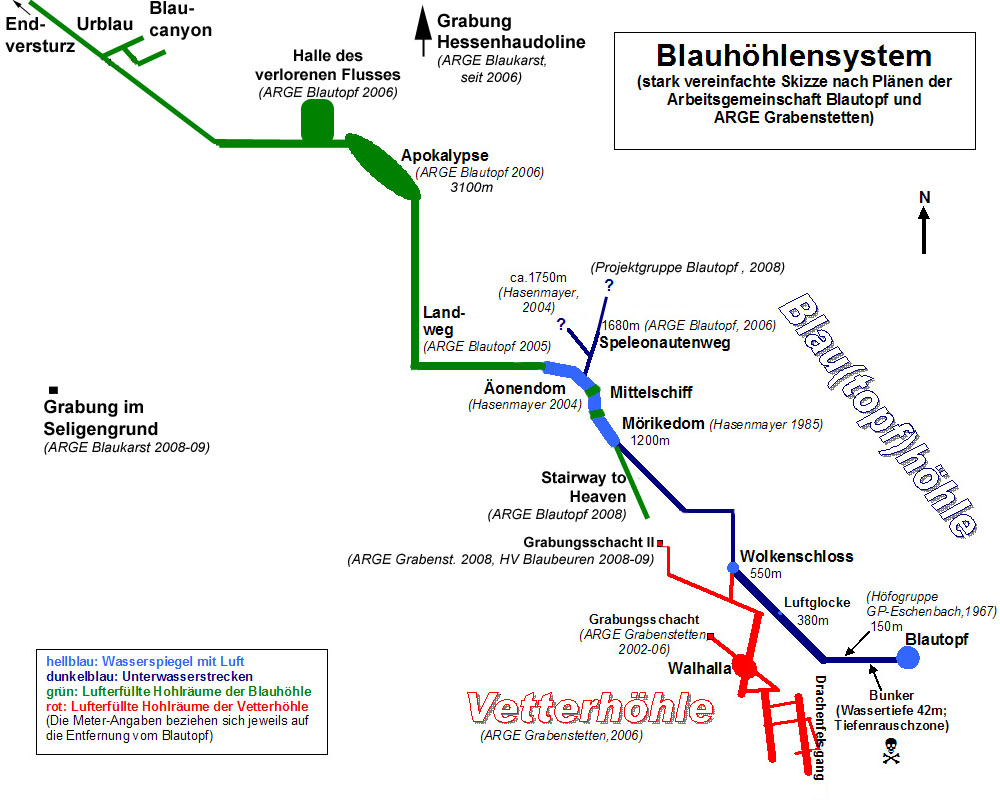
Planskizze des Blauhöhlensystems

Als Blauhöhlensystem werden die beiden zusammenhängenden Höhlen der Blautopfhöhle und der Vetterhöhle in Blaubeuren bezeichnet.

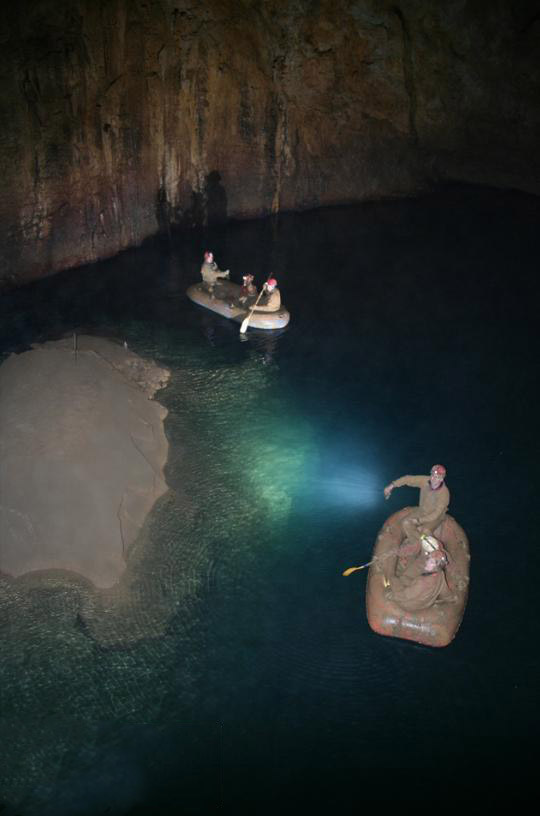
Das „Wolkenschloss“ in der Vetterhöhle

## Beschreibung
Es wurde vermutet, dass die beiden Höhlen ein zusammenhängendes System bilden. Doch erst am 22. September 2006 konnte der Beweis erbracht werden, dass die beiden Höhlen im sogenannten „Wolkenschloss“ miteinander verbunden sind.
Im September 2013 betrug im Blauhöhlensystem die erforschte und vermessene Ganglänge über 12 Kilometer. Von der Gesamtlänge werden der Blautopfhöhle über 8 Kilometer zugeschrieben und der Vetterhöhle 2746 Meter. Das Höhlensystem ist somit das längste auf der Schwäbischen Alb.
Die Blauhöhle ist eine aktive Wasserhöhle, die den Blautopf als Quelltopf speist. Sie kann nur von erfahrenen Höhlentauchern befahren werden. Der hintere, trockene Teil kann nur von Tauchern erreicht werden.
Die Vetterhöhle bietet einen ergrabenen, trockenen Zugang zu Teilen des Blauhöhlensystems.
Weitere Kandidaten für die Zugehörigkeit zum Blauhöhlensystem sind die Hessenhaudoline und die Seligengrundhöhle, sowie der Steebschacht.

## Aktuelle Forschungsarbeiten im Blauhöhlensystem

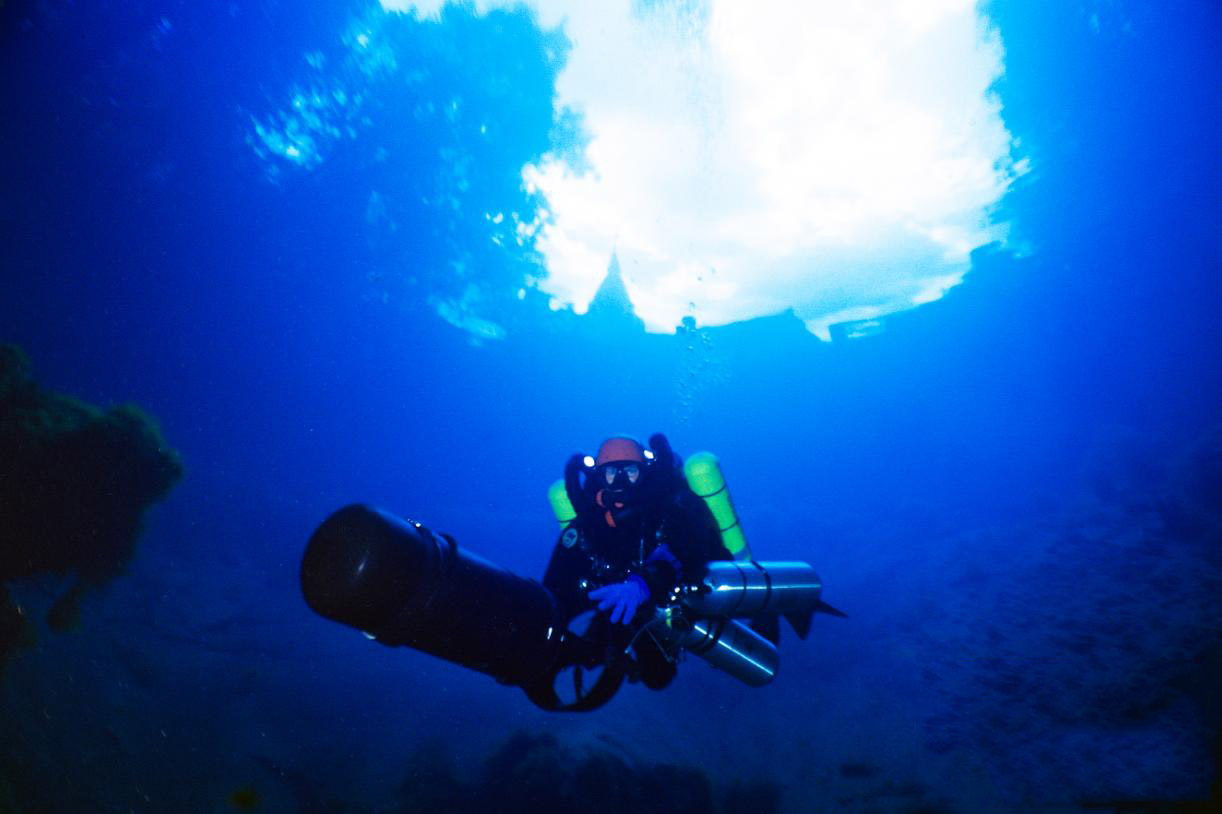
Taucher im Blautopf

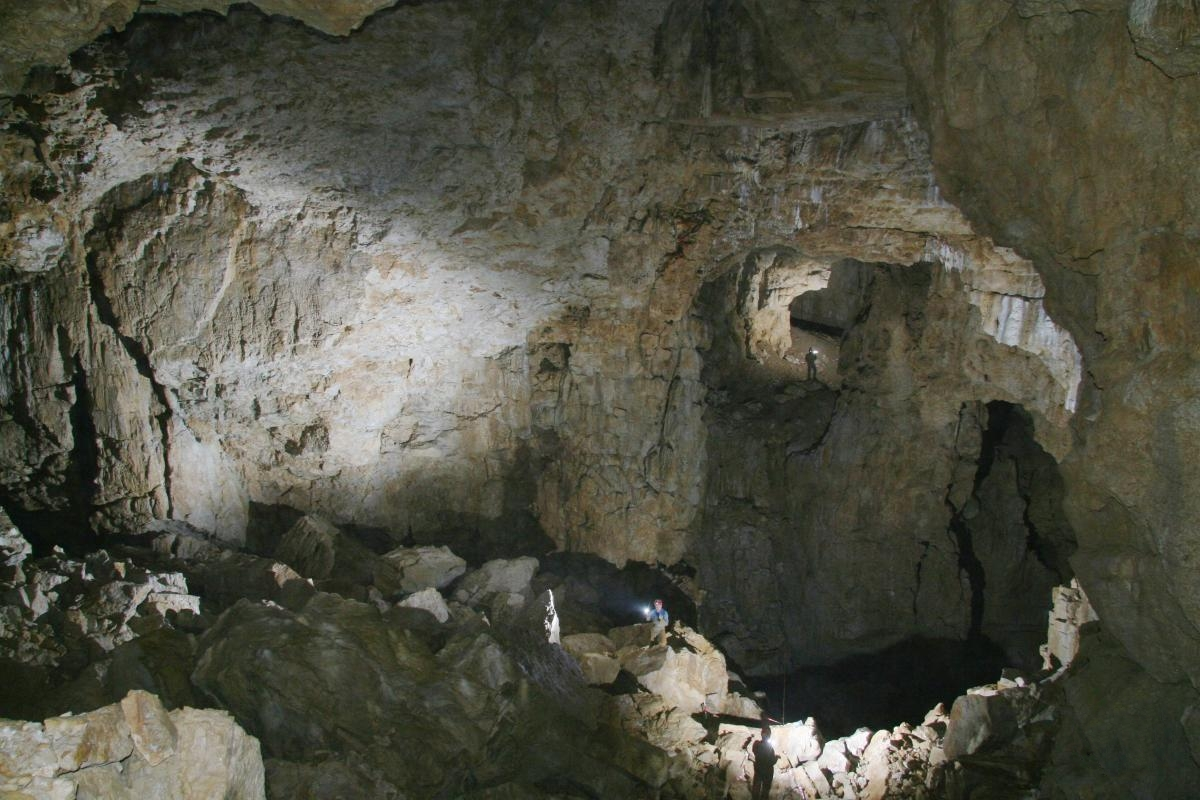
Walhalla in der Vetterhöhle

Die 1997 gegründete „Arbeitsgemeinschaft Blautopf“ ist ein Zusammenschluss aus Höhlenforschungstauchern Süddeutschlands sowie Wissenschaftlern der jeweiligen speläologischen Fachgebiete. Im Mittelpunkt steht die wissenschaftliche Erforschung der Blautopfhöhle. Die ARGE Blautopf betreibt neben der Neulandforschung zahlreiche geologische und biologische Forschungsprojekte, sowie einen Datenlogger in der Unterwasserhöhle.

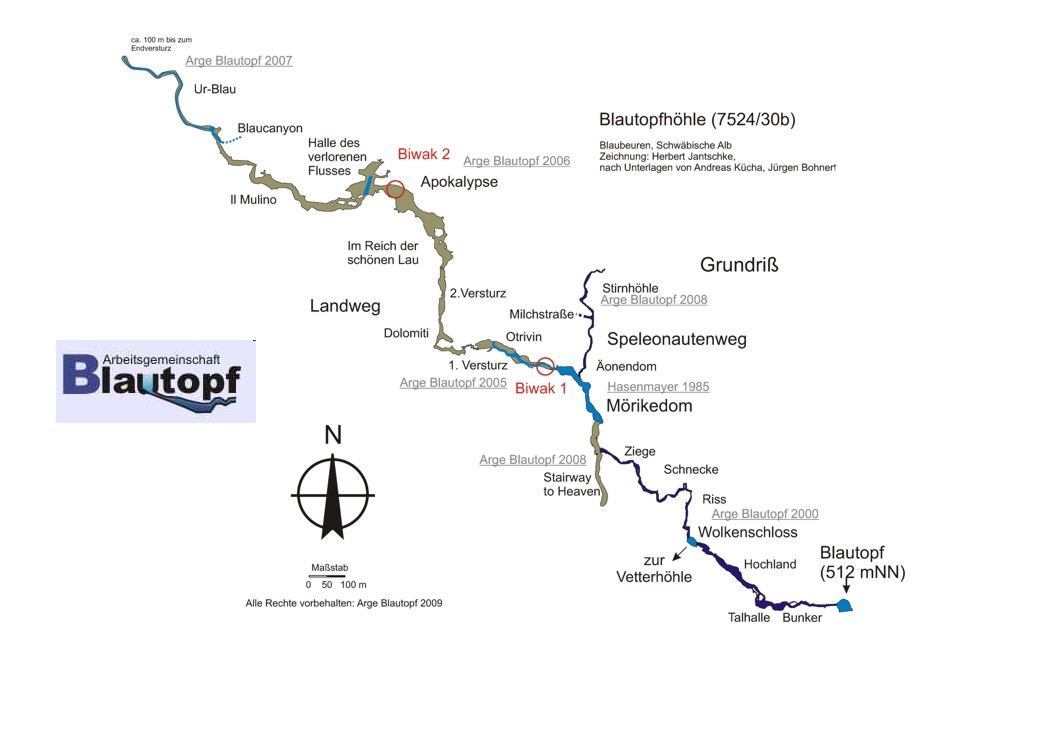
Grundriss der Blautopfhöhle

Die ARGE Blautopf hat die anspruchsvolle Unterwasserhöhle detailgenau kartographiert, durchgängig erforscht und vollständig mit einer für alle Höhlentaucher lebensnotwendigen Führungsleine versehen. Im Jahre 2000 entdeckte die ARGE Blautopf das Wolkenschloss.
Im Dezember 2004 gelang am Ende der Tauchstrecke unter schwierigen Bedingungen der Ausstieg aus dem Wasser. Seither forscht die ARGE Blautopf im mehrere Kilometer langen Höhlensystem.
Für die Öffentlichkeit von großem Interesse sind die lufterfüllten Passagen der Blautopfhöhle. Nicht nur die Anzahl an Tropfsteinen, auch deren Größe mit über 20 Meter Höhe und die farbliche Anordnung ist einzigartig. Hallen wie die „Apokalypse“ und die „Halle des verlorenen Flusses“ gehören mit 160 Meter Länge und 70 Meter Höhe zu den größten Deutschlands.

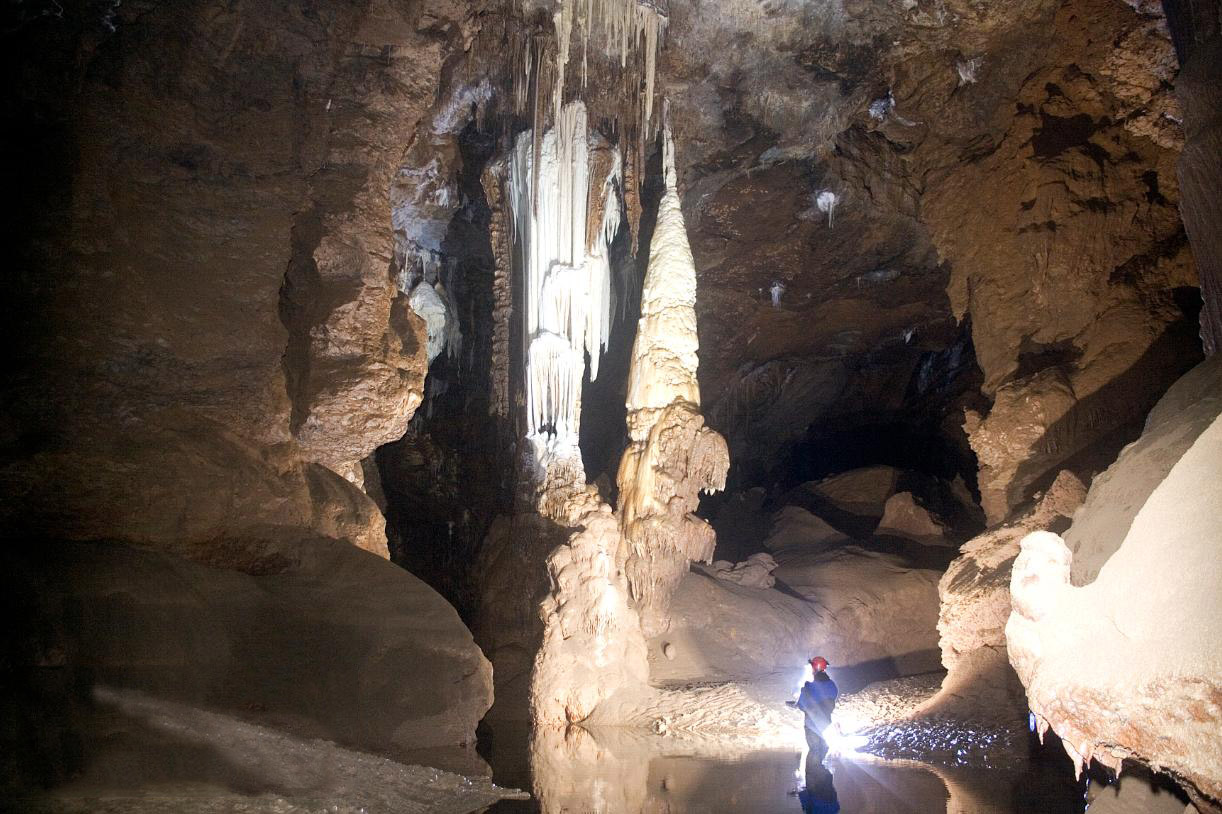
Tropfsteine in der Blautopfhöhle

Der 2008 entdeckte Gang „Stairway to Heaven“ führt an der B 28 nahe an die Erdoberfläche und erschließt auch die Tropfsteinwelt „Avalon“. Das Blauhöhlensystem ist schon heute das längste der Schwäbischen Alb und die Forscher der stehen in großräumigen Gängen, die Richtung Laichingen ziehen. Ein Ende der Neulandforschung ist nicht abzusehen.

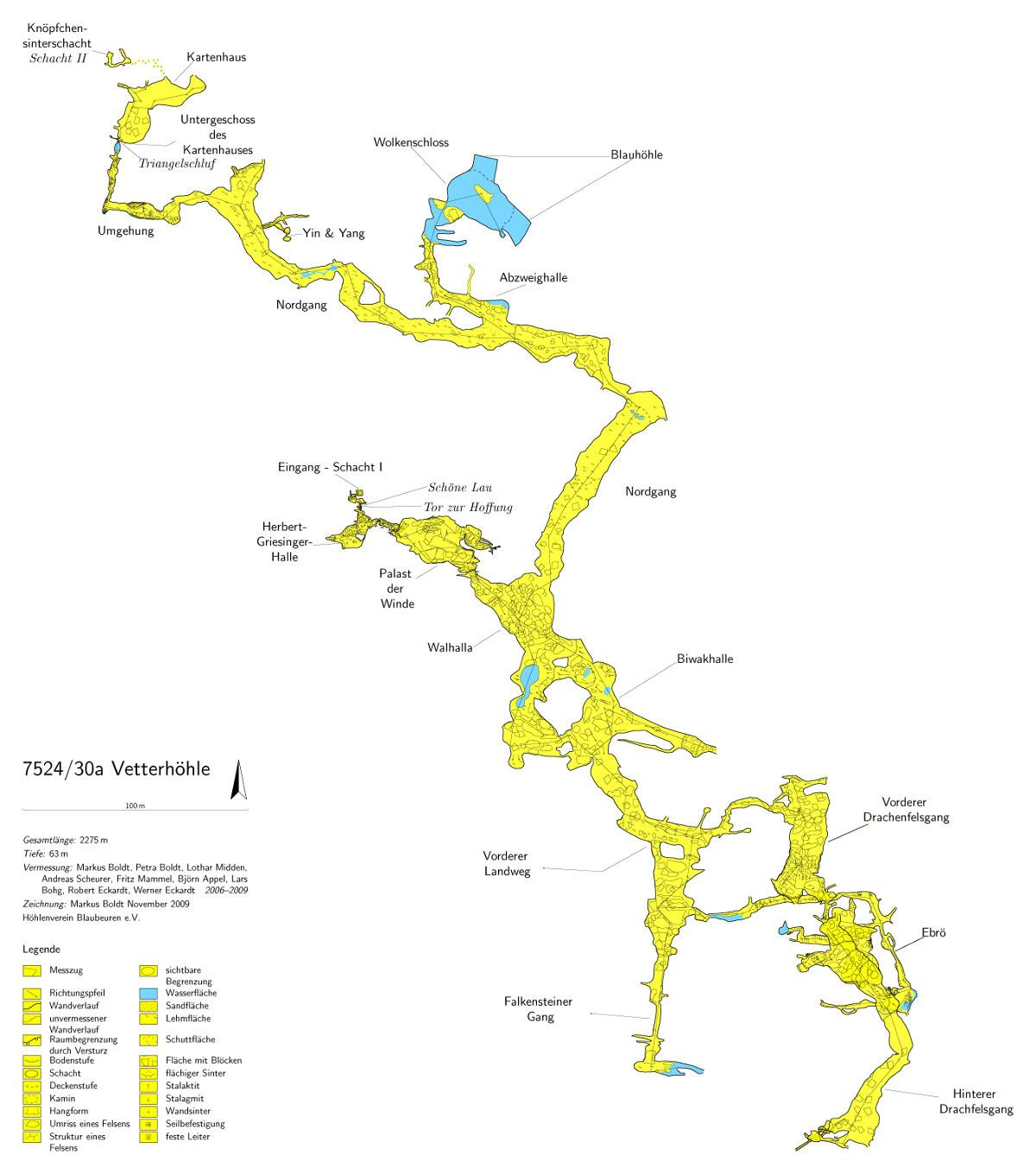
Planskizze der Vetterhöhle

Im November 2008 wurde der „Höhlenverein Blaubeuren e.V.“ gegründet. Er übernimmt bezüglich der Forschungen in der Vetterhöhle die Nachfolge der ARGE Höhle und Karst Grabenstetten. Einige deren Mitglieder hatten im November 2002 am Osthang des Galgentäles an einem Punkt zu graben begonnen, der bereits in den 1960er Jahren Karl Vetter und einigen anderen Höhlenforschern aufgrund des starken Höhlenwinds aufgefallen war. Sie gruben damals einige Meter in die Tiefe dem Luftzug nach, mussten aber wegen Einsturzgefahr des Schachtes aufgeben. 2002 wurden die Maße des Schachtes mit 1,4 × 1,8 Meter deutlich größer angelegt als bei der historischen Grabung in den 1960er Jahren. Der Schacht wurde mit an Ort und Stelle gefällten Baumstämmen bergmännisch verbaut. Februar 2006 war man bei 22 Meter Tiefe angelangt und es zeigten sich die ersten mit viel Optimismus als Höhle zu bezeichnenden Spalten. Im Mai 2006 wurde bei 38 Meter Tiefe der Durchbruch in die 'Herbert Griesinger Halle' erzielt. Von dort aus musste ein etwa 20 Meter langer Schluf durch den Versturz gegraben werden, immer dem Luftzug nach. Die Grabung endete mit der Entdeckung des 'Palastes der Winde'. Von dort aus wurde weiter nach einer Fortsetzung gesucht und in Form zweier Schächte auch gefunden. Im Juni 2006 erfolgte der Durchbruch in das große Höhlensystem mit der Entdeckung der 'Walhalla', einem der großen Hohlräume auf der Schwäbischen Alb. Es folgten viele Vermessungtouren, wobei Ende Juli 2006 der Drachenfelsgang entdeckt wurde. Bei weiteren Erkundungen im Nordgang wurde am 22. September 2006 erstmals das 'Wolkenschloss' in der Blautopfhöhle von der Vetterhöhle aus betreten, was am 29. September 2006 die Taucher der ARGE Blautopf bestätigten.
Seither laufen mehrere geologische und biologische wissenschaftliche Arbeiten in der Vetterhöhle. Um den vermessenen Höhlenplan sehr genau im Geländemodell verankern zu können, fanden mehrere Peilaktionen mit selbstgebauter Langwellen-Peilausrüstung statt.
Januar 2008 bis Juli 2009 wurde am nördlichen Höhlenende ein weiterer Eingangsschacht gegraben, der einerseits einen dauerhaften Zugang für die Höhlenforschung gewährleisten soll und andererseits die Forschung in dem bislang schwer zugänglichen Bereich erleichtern wird.
Mitte November 2009 wurde vom Höhlenverein Blaubeuren in der Vetterhöhle ein drahtloses Telemetriesystem installiert. Es liefert jede halbe Stunde einen Messwert der Wasser- und Lufttemperatur sowie Luftgeschwindigkeit an verschiedenen Stellen, sowie den Wasserstand im Wolkenschloss und in der Abzweighalle. Die Daten werden von einer Außenstation, die drahtlos mit zwei Stationen in der Höhle verbunden ist, direkt über Mobilfunk an einen Internetserver weitergeleitet.

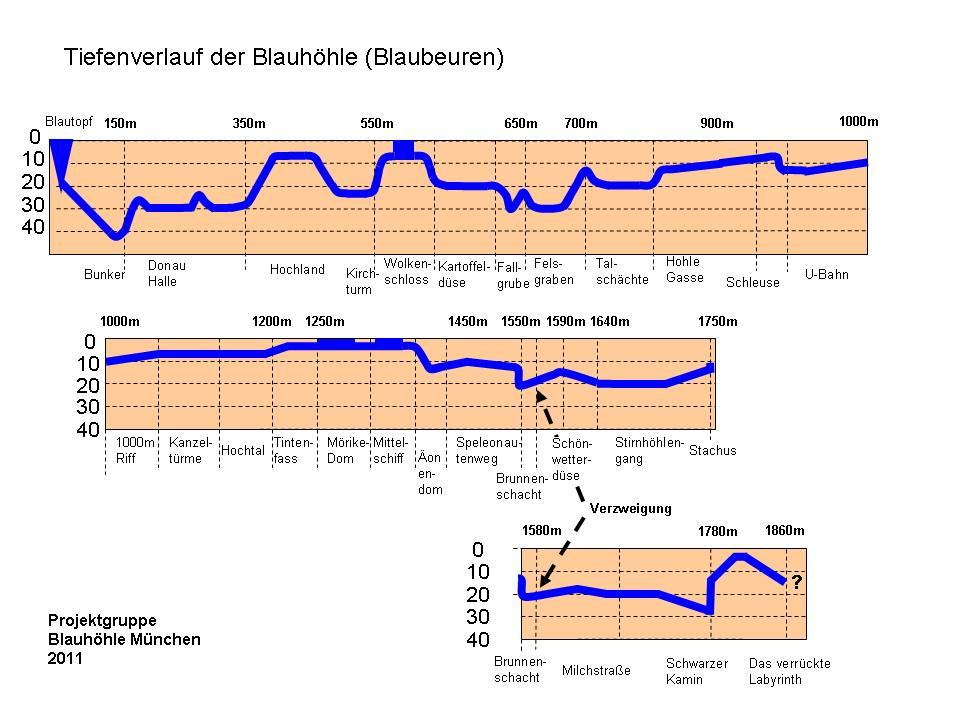
Tiefenprofil der Blauhöhle

Die „Projektgruppe Blauhöhle“ ist ein Zusammenschluss von Höhlentauchern aus dem Raum München, die ebenfalls eine von der Stadt Blaubeuren ausgestellte Tauchgenehmigung im Blautopf besitzen. In einer Anfang 2009 vorgelegten Veröffentlichung berichten sie von den Forschungsaktivitäten der letzten Jahre. Es wurden Leitfähigkeitsuntersuchungen sowie mit einem Peilsender eine Lageortung an der Oberfläche durchgeführt. Eine Untersuchung über das Verbreitungsgebiet des Höhlenkrebses Niphargus bezieht auch Ergebnisse vieler anderen europäischer Wasserhöhlen mit ein. Darüber hinaus gelang es Mitgliedern der Gruppe, im September 2008 im 'Speleonautengang' über den Endpunkt der ARGE Blautopf hinaus bis 1750 Meter vom Blautopf entfernt unter Wasser in Neuland vorzustoßen.
Bei einem Tauchgang am 19. Juni 2009 konnten Taucher der Projektgruppe Blauhöhle feststellen, dass der bisherige Forschungsendpunkt im Stirnhöhlengang am „Stachus“ auch dessen Endpunkt markiert. Eine Fortsetzung nach oben wird durch die Höhlendecke in 11 m Wassertiefe begrenzt, eine mögliche horizontale Fortsetzung wird durch einen großen Versturzkegel am Boden blockiert.
Nach Abstimmung mit deren Entdecker Jochen Hasenmayer wurde am 13. Februar 2010 eine Leine in der „Milchstraße“ und im „Schwarzen Kamin“ am Endpunkt der „Milchstraße“ verlegt. Im „Schwarzen Kamin“, einem Schacht, der seinen Boden bei 29 Meter Wassertiefe hat, konnten die Taucher der Projektgruppe Blauhöhle bis auf eine Wassertiefe von 12 Meter nach oben vordringen. Die neu ausgeleinte Strecke wurde anschließend vermessen und kartographiert. Ihre Gesamtlänge beträgt 200 Meter.
Lange Zeit war allein ein taucherischer Zustieg in die Blautopfhöhle möglich. Um die logistischen Herausforderungen zu meistern und die Sicherheit für die Forscher zu erhöhen, wurde im April 2010 im Auftrag der Stadt Blaubeuren unter Leitung eines Ingenieurbüros mit Hilfe von schwerem Gerät ein trockener Forschungszugang über den „Stairway“ in den Mörikedom der Blautopfhöhle geschaffen.
Bei einem Tauchgang am 25. März 2011, der in insgesamt 4,5 Stunden vom Quelltopf aus durchgeführt wurde, konnte die Projektgruppe Blauhöhle einen neuen Gang entdecken, der vom Schwarzen Kamin aus weiterführt. Obwohl der Gang bis auf −3 Meter an die Oberfläche kommt, bleibt er über die ganze neu erforschte Strecke im phreatischen Bereich. Vom bisherigen Endpunkt konnten 74 Meter neue Strecke ausgeleint und erforscht werden. Der Gang ist mit einigen Tropfsteinen und filigranen Gesteinsformationen geschmückt und enthält dabei sehr feines Sediment, welches bereits durch geringste Bewegungen zu Sichteintrübungen führt. Da der Gang verwinkelt, mal sehr eng und mal wieder weit zuerst nach oben und zum neuen Forschungsendpunkt wieder nach unten verläuft, bekam er den Namen „Das verrückte Labyrinth“.
Die „Arbeitsgemeinschaft Blaukarst“ wurde Mitte 2005 zur Koordinierung und Durchführung der Grabungsaktivitäten an der Hessenhaudoline gegründet. Die Mitglieder kommen fast ausschließlich aus den vier Höhlenvereinen HFG Ostalb-Kirchheim, Arge Grabenstetten, HHV Laichingen und Freunde der Aachhöhle; diese Vereine unterstützen die Arge Blaukarst als Gemeinschaftsprojekt. Nach mehrjähriger Grabung in der Hessenhaudoline begann die Arge Blaukarst mit der Grabung an einer bewetterten Felsspalte im Gewann Seligengrund bei Blaubeuren-Seißen als weiteres Projekt. Am 8. Februar 2009 entdeckten Höhlenforscher am Grunde der zum Schacht erweiterten Felskluft im Seligengrund den Zustieg zur Seligengrundhöhle, einem Labyrinth aus Höhlengängen und Schächten mit einer Gesamtlänge von momentan 330 Meter bei einer Höhendifferenz von 104 Meter. Nachdem am 26. März 2011 in der Hessenhauhöhle ein großer Höhlenfluss entdeckt wurde, konnte am 21. April 2012 durch einen Markierungsversuch mit Uranin gesichert werden, dass eine hydraulische Verbindung mit dem Blauhöhlensystem besteht.